# My Heart Is Broken
«My Heart Is Broken» (с англ. — «Мое сердце разбито») — песня американской рок-группы Evanescence из их третьего студийного альбома Evanescence.

## О песне
Эми Ли о песне:
Это одна из первых песен, над которой Тим, Терри и я работали. Вообще-то я играла фортепианную партию на арфе, потому что песня была намного более медленная и немного более простая. Но она становилась быстрее и быстрее по мере подготовки к записи. И когда мы стали её записать, оказалось, что использовать арфу больше невозможно. С партией на пианино она звучит лучше, потому что пианино более заметно, звучит сильнее, вы лучше его слышите. Эта песня одна из самых страстных в альбоме.
Песня была написана в одну из сессий, когда была создана песня «What You Want».

## Музыкальное видео
Клип на песню был снят в начале декабря 2011 года в Лос-Анджелесе. Об этом стало известно из сообщения Эми Ли в Твиттере. Режиссёром видео стал Дин Карр, ранее делавший видео для Iron Maiden, Оззи Осборна и Мэрилина Мэнсона. При создании сюжета клипа Эми Ли была вдохновлена фильмом «Бумажный дом». Премьера состоялась 23 января 2012 года. В клипе снялись: Эми Ли, Терри Бальзамо, Трой Маклоухорн, Уилл Хант, Тим Маккорд.

## Критика
Критики положительно оценили композицию, назвав её одной из ведущих, наравне с «What You Want», «Made of Stone», «Lost in Paradise», «Oceans» и «Sick».

## Факты
Изначально в песне ведущим инструментом была арфа, но в дальнейшем она была заменена на фортепиано.

## Список композиций
| №  | Название                             | Длительность |
| -- | ------------------------------------ | ------------ |
| 1. | «My Heart Is Broken» (Album version) | 4:30         |
| 2. | «My Heart Is Broken» (Rock Mix)      | 4:29         |
| 3. | «My Heart Is Broken» (Pop Mix)       | 4:02         |

## Чарты
| Чарт (2011)                       | Высшая Позиция |
| --------------------------------- | -------------- |
| Австрия (Ö3 Austria Top 40)       | 36             |
| Германия (GfK)                    | 92             |
| США (Billboard Adult Pop Airplay) | 37             |